# Micro-région de Budaörs
La micro-région de Budaörs (en hongrois : budaörsi kistérség) est une micro-région statistique hongroise rassemblant plusieurs localités autour de Budaörs.